# 112900 Tonyhoffman
112900 Tonyhoffman è un asteroide della fascia principale. Scoperto nel 2002, presenta un'orbita caratterizzata da un semiasse maggiore pari a 2,6494698 UA e da un'eccentricità di 0,0979458, inclinata di 2,55930° rispetto all'eclittica.
L'asteroide è dedicato all'astrofilo statunitense Tony Hoffman.